# Tustan, Halîci
Tustan (în ucraineană Тустань) este o comună în raionul Halîci, regiunea Ivano-Frankivsk, Ucraina, formată numai din satul de reședință.

## Demografie
Componența lingvistică a comunei Tustan
     Ucraineană (99,86%)
Conform recensământului din 2001, majoritatea populației comunei Tustan era vorbitoare de ucraineană (99,86%), existând în minoritate și vorbitori de alte limbi.